# Tyrone Evans
Tyrone Evans (mais conhecido pelo seu ring name Michael Tarver) é um lutador de wrestling profissional mais conhecido por seu trabalho na WWE. Foi membro dos Nexus, mas seria posteriormente excluído do grupo. Depois de excluído da stable rumou para a Florida Championship Wrestling, que é uma companhia da WWE que tem como objectivo desenvolver as capacidades dos lutadores. Foi demitido em 13 de junho de 2011.

## Campeonatos e Prémios
- Pro Wrestling Xpress
  - PWX Brass Knuckles Championship (1 vez).

## Managers
- Carlito